# Relations entre l'Angleterre et l'Écosse
L'histoire des relations entre l'Angleterre et l'Écosse peut être datée à partir de la conquête de Guillaume le conquérant au milieu du XIe siècle. Auparavant, des royaumes anglo-saxons se sont implantés de part et d'autre du mur d'Hadrien érigé lors de la colonisation romaine et qui préfigure approximativement la future frontière entre les deux pays. Il s'agit du royaume de Bernicie à l'est, qui va fusionner avec celui de Deira pour former la Northumbrie, et du royaume de Strathclyde à l'ouest qui va résister quelque temps et conserver des éléments pictes et celtes

## Coexistence pacifique
Dans la foulée de la conquête de l'Angleterre, Guillaume le Conquérant et ses successeurs Plantagenêt sont amenés à intervenir aux frontières de l'Écosse pour faire cesser les raids écossais sur le nord du pays. Cependant aux XIIe siècle et XIIIe siècle, les relations entre les deux pays resteront relativement amicales et cette période est considérée comme l'Âge d'or de l'Écosse. De nombreux barons anglais et normands (franco-anglais) s'installent en Écosse tandis que le roi David Ier est possessionné en Angleterre comme comte de Huntingdon. Il y a donc une certaine interpénétration qui va bientôt poser, avec l'introduction du fait féodal, la question de la suzeraineté. Le contrôle formel ou réel de l'Écosse par l'Angleterre va être régulièrement le point d'achoppement des relations entre les deux pays jusqu'à l'Acte d'Union de 1707.

## Guerres d'indépendance
Pour un article plus général, voir Guerres d'indépendance de l'Écosse.
La mort de la petite Marguerite en 1290 signe l'extinction de la Maison royale de Dunkeld. Plusieurs prétendants au trône d'Écosse sont en concurrence et le roi d'Angleterre Édouard Ier se pose en arbitre. Il s'ensuit une longue guerre entre les deux pays entre qui dure de 1296 à 1357 au terme de laquelle Édouard III engagé contre la France dans la Guerre de Cent ans accepte de reconnaître l'indépendance de l'Écosse.

## Auld Alliance
Dès le début des guerres d'indépendance, l'Écosse signe en 1295 avec la France un traité d'alliance défensive dirigé contre l'Angleterre qui guidera la politique étrangère de l'Écosse jusqu'en 1560. Dans les faits cela se traduira par l'envoi de contingents écossais pendant la guerre de Cent Ans (la fameuse garde écossaise) et par l'appui de troupes françaises à la dynastie de Stuart, notamment lors de la régence de Marie de Guise.
Même si l'état de guerre entre l'Écosse et l'Angleterre est endémique entrecoupé de temps en temps de furieuses batailles, des rapprochements entre les deux pays sont tentés notamment entre Jacques V et Henri VII en 1502 qui se conclut par le mariage du premier avec Margaret Tudor, la fille du second.
La rupture avec la France a un côté circonstanciel (la mort de François II, l'époux de Marie Stuart qui met fin à l'espoir d'une union des deux couronnes) et une cause plus profonde (l'émergence de la Réforme et les divergences religieuses opposant les calvinistes écossais au catholiques français)

## L'Union personnelle sous les Stuart
En 1603, la mort d'Élisabeth Ire sans héritier fait du roi d'Écosse Jacques VI le nouveau roi d'Angleterre sous le nom de Jacques Ier. L'Écosse demeure indépendante.